# Ricardo Díaz
Ricardo Díaz Bach (Zacatecoluca; 6 de septiembre de 1939-San Salvador; 8 de agosto de 2011) fue un futbolista salvadoreño que jugó en clubes de su país y en Chile.

## Clubes
| Club                        | País        | Año       |
| --------------------------- | ----------- | --------- |
| Once Municipal              | El Salvador | 1956      |
| Huachipato                  | Chile       | 1957-1961 |
| Universitario de Concepción | Chile       | 1962-1965 |
| Juventud Olímpica           | El Salvador | 1965-1967 |
| Once Municipal              | El Salvador | 1967-1970 |